# Espen Garnås
Espen Bjørnsen Garnås (Nesbyen, 31 dicembre 1994) è un calciatore norvegese, difensore del Lillestrøm.

## Carriera

### Club
Garnås è cresciuto nelle giovanili dell'Hallingdal. Con questa squadra ha poi esordito in 4. divisjon, nella sconfitta interna per 1-4 subita contro il Vestfossen. Il 30 settembre ha trovato il primo gol, in una vittoria per 1-4 arrivata in casa del ROS.
Ad agosto 2013, Garnås è passato al Mjøndalen. Rimasto in squadra fino all'estate successiva, non ha disputato alcuna partita ufficiale con questo club.
Ad agosto 2014, Garnås è stato tesserato dal Kjelsås. Ha debuttato con la nuova maglia, in 2. divisjon, in data 20 settembre: è stato impiegato da titolare nel successo per 5-2 arrivato sul Kvik Halden. Il 4 luglio 2015 ha realizzato il primo gol, nella vittoria per 0-2 in casa dell'Harstad.
Il 15 agosto 2017, Garnås è stato ingaggiato dall'Ullensaker/Kisa: ha firmato un contratto valido fino al 31 dicembre 2020. Ha giocato la prima partita per il nuovo club il 17 agosto, sostituendo Truls Jørstad nella sconfitta interna per 1-2 subita contro lo Start. Il 26 agosto 2018 ha trovato il primo gol in squadra, nella sconfitta per 3-2 maturata in casa dello Strømmen.
Il 2 settembre 2020 è stato ufficializzato il suo passaggio al Lillestrøm, sempre in 1. divisjon: ha siglato un accordo valido fino al 31 dicembre 2023. L'8 settembre ha quindi esordito in squadra, subentrando a Philip Slørdahl nella vittoria per 3-1 sul Ranheim. Il 25 settembre successivo ha trovato il primo gol, con cui ha contribuito alla vittoria per 1-4 in casa dello Strømmen. A fine stagione, la squadra ha centrato la promozione in Eliteserien.
Il 16 maggio 2021 ha dunque debuttato nella massima divisione locale, sostituendo ancora Philip Slørdahl nella sconfitta per 3-1 arrivata in casa dello Strømsgodset. L'11 settembre seguente ha trovato il primo gol in Eliteserien, nella sconfitta interna per 2-3 subita contro il Brann.
Alla fine della stagione 2023, il contratto di Garnås è scaduto, ma il 4 gennaio 2024 lo stesso Lillestrøm ha confermato di avergli offerto il rinnovo, che il giocatore stava valutando. L'8 gennaio, il calciatore ha firmato un nuovo accordo triennale con la squadra.

## Statistiche

### Presenze e reti nei club
Statistiche aggiornate al 16 maggio 2024.
| Stagione               | Club                   | Campionato             | Campionato | Campionato | Coppe nazionali | Coppe nazionali | Coppe nazionali | Coppe continentali | Coppe continentali | Coppe continentali | Supercoppe | Supercoppe | Supercoppe | Totale | Totale |
| Stagione               | Club                   | Comp                   | Pres       | Reti       | Comp            | Pres            | Reti            | Comp               | Pres               | Reti               | Comp       | Pres       | Reti       | Pres   | Reti   |
| ---------------------- | ---------------------- | ---------------------- | ---------- | ---------- | --------------- | --------------- | --------------- | ------------------ | ------------------ | ------------------ | ---------- | ---------- | ---------- | ------ | ------ |
| 2011                   | Hallingdal             | 4D                     | 11         | 3          | CN              | 0               | 0               | -                  | -                  | -                  | -          | -          | -          | 11     | 3      |
| 2012                   | Hallingdal             | 4D                     | 28         | 1          | CN              | 0               | 0               | -                  | -                  | -                  | -          | -          | -          | 28     | 1      |
| gen.-ago. 2013         | Hallingdal             | 4D                     | 13         | 1          | CN              | 3               | 0               | -                  | -                  | -                  | -          | -          | -          | 16     | 1      |
| Totale Hallingdal      | Totale Hallingdal      | Totale Hallingdal      | 52         | 5          |                 | 3               | 0               |                    | -                  | -                  |            | -          | -          | 55     | 5      |
| ago.-dic. 2013         | Mjøndalen              | 1D                     | 0          | 0          | CN              | -               | -               | -                  | -                  | -                  | -          | -          | -          | 0      | 0      |
| gen.-lug. 2014         | Mjøndalen              | 1D                     | 0          | 0          | CN              | 0               | 0               | -                  | -                  | -                  | -          | -          | -          | 0      | 0      |
| Totale Mjøndalen       | Totale Mjøndalen       | Totale Mjøndalen       | 0          | 0          |                 | 0               | 0               |                    | -                  | -                  |            | -          | -          | 0      | 0      |
| ago.-dic. 2014         | Kjelsås                | 2D                     | 1          | 0          | CN              | -               | -               | -                  | -                  | -                  | -          | -          | -          | 1      | 0      |
| 2015                   | Kjelsås                | 2D                     | 17         | 3          | CN              | 1               | 0               | -                  | -                  | -                  | -          | -          | -          | 18     | 3      |
| 2016                   | Kjelsås                | 2D                     | 24         | 4          | CN              | 2               | 1               | -                  | -                  | -                  | -          | -          | -          | 26     | 5      |
| gen.-ago. 2017         | Kjelsås                | 2D                     | 15         | 2          | CN              | 2               | 0               | -                  | -                  | -                  | -          | -          | -          | 17     | 2      |
| Totale Kjelsås         | Totale Kjelsås         | Totale Kjelsås         | 57         | 9          |                 | 5               | 1               |                    | -                  | -                  |            | -          | -          | 62     | 10     |
| ago.-dic. 2017         | Ullensaker/Kisa        | 1D                     | 7+1        | 0          | CN              | -               | -               | -                  | -                  | -                  | -          | -          | -          | 8      | 0      |
| 2018                   | Ullensaker/Kisa        | 1D                     | 19+1       | 3+0        | CN              | 4               | 0               | -                  | -                  | -                  | -          | -          | -          | 24     | 3      |
| 2019                   | Ullensaker/Kisa        | 1D                     | 24         | 3          | CN              | 3               | 0               | -                  | -                  | -                  | -          | -          | -          | 27     | 3      |
| gen.-set. 2020         | Ullensaker/Kisa        | 1D                     | 12         | 4          | -               | -               | -               | -                  | -                  | -                  | -          | -          | -          | 12     | 4      |
| Totale Ullensaker/Kisa | Totale Ullensaker/Kisa | Totale Ullensaker/Kisa | 62+2       | 10+0       |                 | 7               | 0               |                    | -                  | -                  |            | -          | -          | 71     | 10     |
| set.-dic. 2020         | Lillestrøm             | 1D                     | 16         | 1          | -               | -               | -               | -                  | -                  | -                  | -          | -          | -          | 16     | 1      |
| 2021                   | Lillestrøm             | ES                     | 27         | 2          | CN              | 4               | 1               | -                  | -                  | -                  | -          | -          | -          | 31     | 3      |
| 2022                   | Lillestrøm             | ES                     | 28         | 2          | CN              | 7               | 0               | UECL               | 4                  | 0                  | -          | -          | -          | 39     | 2      |
| 2023                   | Lillestrøm             | ES                     | 27         | 3          | CN              | 2               | 0               | -                  | -                  | -                  | -          | -          | -          | 29     | 3      |
| 2024                   | Lillestrøm             | ES                     | 6          | 1          | CN              | 3               | 0               | -                  | -                  | -                  | -          | -          | -          | 9      | 1      |
| Totale Lillestrøm      | Totale Lillestrøm      | Totale Lillestrøm      | 104        | 9          |                 | 16              | 1               |                    | 4                  | 0                  |            | -          | -          | 124    | 10     |
| Totale                 | Totale                 | Totale                 | 275+2      | 33+0       |                 | 31              | 2               |                    | 4                  | 0                  |            | -          | -          | 312    | 35     |